# Catedral de Santa María (Colorado Springs)
La catedral de Santa María (en inglés: St. Mary's Cathedral) es una catedral católica ubicada en Colorado Springs, Colorado, Estados Unidos. Es la sede de la diócesis de Colorado Springs. Está incluida en el Registro Nacional de Lugares Históricos.
La primera misa fue celebrada en Colorado Springs por el Reverendo Joseph P. Machebeuf en 1873. Los católicos se reunieron en una variedad de lugares hasta que la propiedad en la que Santa María se encuentra fue comprada por $ 3100 en 1888.
Pease y Barber diseñaron la actual iglesia de estilo neogótico. El nivel más bajo de la iglesia fue terminado en 1891 y la iglesia superior se completó siete años después. La iglesia fue dedicada el 19 de diciembre de 1898.